# 宁波帮博物馆
29°55′08.27″N 121°37′42.32″E / 29.9189639°N 121.6284222°E
宁波帮博物馆是中国浙江省宁波市一家专题博物馆。博物馆位于镇海区庄市街道宁波市高教园区北区，中官西路与思源路路口，主要陈列宁波帮人物相关展品和商帮发展历程，兼作宁波帮人士会馆。博物馆于2009年10月22日开馆，2018年9月成为国家二级博物馆。

## 建筑特色

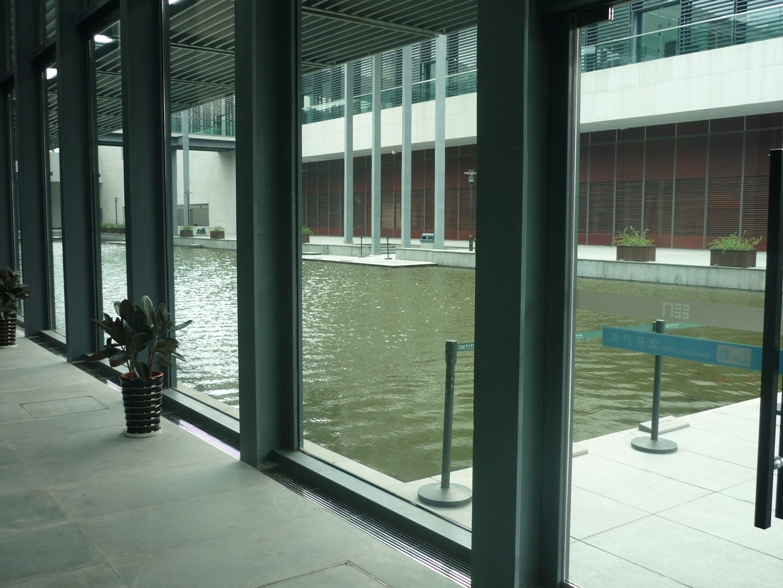
宁波帮博物馆水街

宁波帮博物馆由中国工程院院士何镜堂主持设计，华南理工大学建筑设计院负责具体设计。建筑分为博物馆和会馆两部分，主体形状接近宁波的简称“甬”字，寓意宁波帮的家乡。甬道从北向南贯穿整个建筑，连接各展馆。随甬道设有水街，体现江南风格。

## 陈列
宁波帮博物馆陈列分为序厅和四个展馆。

### 序厅
序厅位于博物馆一层，主要展示宁波帮与中国近现代主要领导人的联系，概述宁波帮的历史地位。

### 第一馆 筚路蓝缕

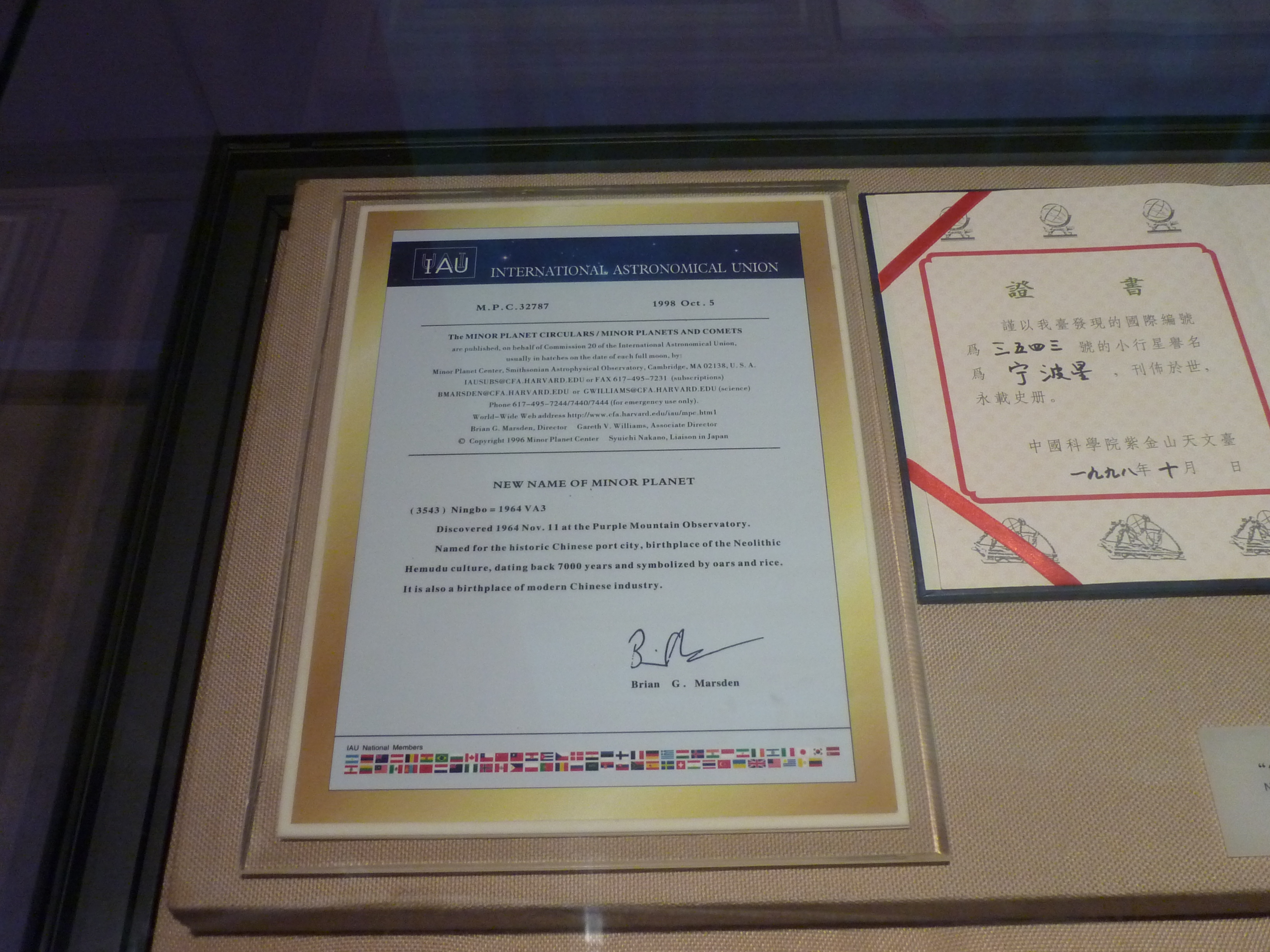
宁波小行星命名证书

第一馆“筚路蓝缕”位于博物馆一层，主要展示宁波帮的发展史，分为“走出宁波”、“在大时代中”、“驰骋十里洋场”、“走向世界”、“血脉同根”五个分展厅。“走出宁波”分展厅通过展示相关资料揭示宁波形成商帮的自然、社会基础和时代背景。“在大时代中”分展厅展示宁波商帮在贸易、金融、航运、实业等领域的地位和作用。“驰骋十里洋场”分展厅展示宁波帮人士在上海滩与西方商人竞争的经历和在服装、出版、娱乐等领域带来的西式风潮。“走向世界”分展厅展示第二次世界大战之后，宁波帮在香港、台湾和世界各地创造的成就。“血脉同根”分展厅展示宁波帮家族和宁波帮在中国和世界各地建立的同乡联谊组织以及这些组织起到的作用。

### 第二馆 建功立业

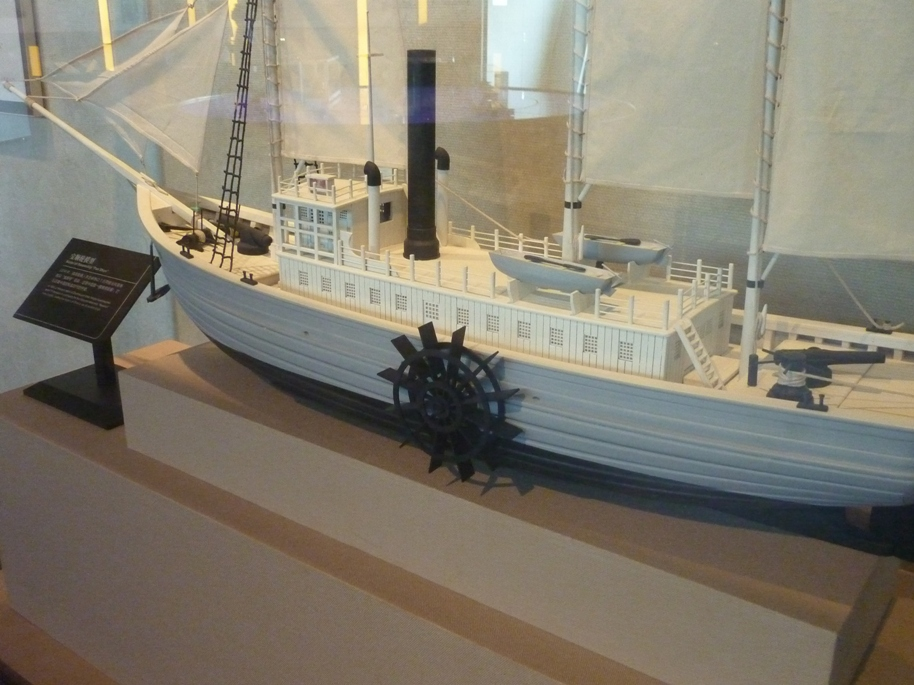
中国自办的第一艘轮船——宝顺轮模型

第二馆“建功立业”位于博物馆二层，分航运、金融、商贸、实业四个方面取得的成就。航运馆展示宁波帮从沙船到轮船以及缔造国际航运巨头的历史。金融馆展示宁波帮从经营钱庄到开办近代银行再到证券、保险、信托等新式金融产品的发展历程。商贸馆展示宁波商人从事的传统和新式商业，包括鱼盐粮糖、南北货、中西药、银楼和西服的经历。实业馆展示宁波商人参与中国近代工业发展的历程，重点展示叶澄衷、刘鸿生、宋炜臣、项松茂等企业家在实业方面的努力。

### 第三馆 赤子情怀

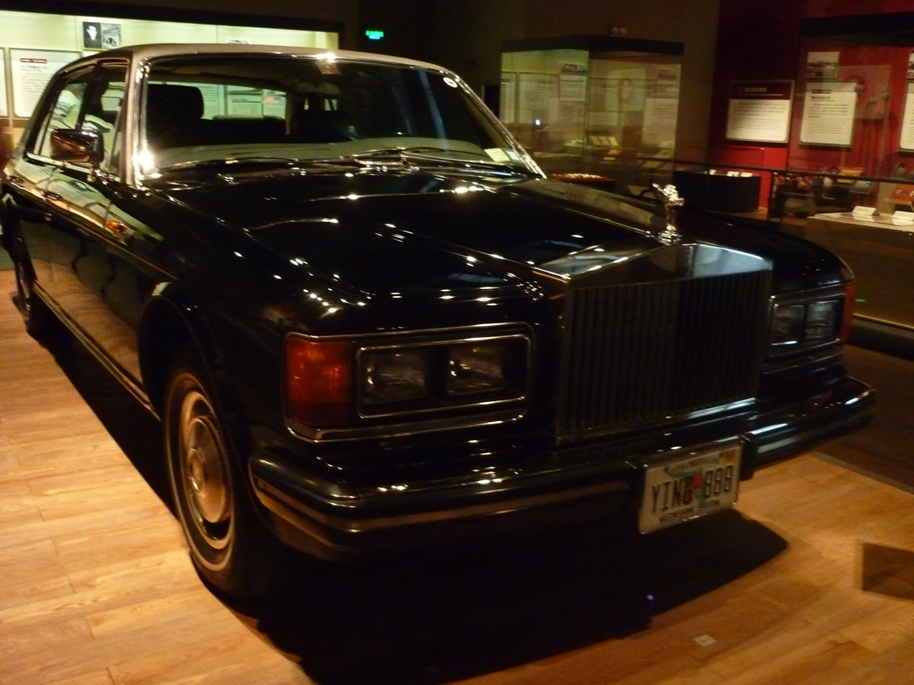
应昌期先生驾驶的劳斯莱斯轿车，曾接待多位中国大陆国家元首

第三馆“赤子情怀”位于博物馆二层，展示宁波帮人士为宁波和中国的发展做出的贡献。展馆展出了宁波帮人士在近代与西方殖民者抗争、支持辛亥革命、捐资助学、出资帮助国家建设和促进香港回归等方面的贡献。

### 第四馆 群星璀璨
第四馆“群星璀璨”位于博物馆二层，展示宁波籍人士在各专业领域涌现的众多专家和学者。

## 参观信息

### 票务
宁波帮博物馆目前为免费开放。开放时间为9:00至17:00，16:00停止参观者进入，周一闭馆。